# Ruptura de simetría explícita
La ruptura de simetría explícita indica una situación donde las ecuaciones dinámicas no son invariantes bajo el grupo de simetría considerado. Esto significa que el lagrangiano del sistema contiene uno o más términos que rompen explícitamente la simetría. Cada término puede tener orígenes distintos:
- Los términos de la ruptura de simetría se introdujeron a mano en la teoría con base en resultados teóricos o experimentales, como en el caso de la teoría electrodébil que se construye en una forma que viola la simetría P.

- Estos términos también pueden aparecer en la teoría debido a efectos cuánticos. Una razón para la presencia de estos términos es que, al pasar del formalismo clásico al cuántico, la simetría clásica o álgebra generada a través de los corchetes de Poisson ya no se cumples en términos de las relaciones de conmutación de las cargas de Noether. Otra fuente de anomalías puede ser el uso de reguladores o cortes que se requieren en los procedimientos de renormalización. Un ejemplo de una anomalía que surge de la renormalización es la anomalía quiral que viola la simetría quiral de la interacción fuerte.

- Finalmente, los términos de ruptura de simetría pueden aparecer por los efectos de no renormalizar. Los efectos de las interacciones no renormalizables son pequeñas y pueden ignorarse a baja energía. De esta forma pueden surgir más simetrías que las que tenía la teoría principal. Por lo que el lagrangiano efectivo obedece simetrías que no lo son en la teoría fundamental. Estas simetrías accidentales pueden violarse por términos no renormalizables que surgen a altas escalas de masa y que se suprimen en el lagrangiano efectivo.[1]